# Укрбус
ТОВ «Укрбус»  — колишня українська автотранспортна компанія зі штаб-квартирою в Києві, що здійснювала міжміські пасажирські автоперевезення. Перший національний перевізник України.

## Історія
Компанія заснована у 2007 році. Входила до структури виробничого об'єднання «Іліташ» (Донецьк). Здійснювала регулярні пасажирські перевезення на міжрегіональних маршрутах та чартерні перевезення в межах України та за кордон.
24 грудня 2012 року Господарський суд міста Києва порушив справу про банкрутство ТОВ «Укрбус» та ввів мораторій на задоволення вимог кредиторів. 24 листопада 2016 року компанію визнано банкрутом та позбавлено ліцензії на ведення діяльності.